# Luis José de Orbegoso
Luis José de Orbegoso y Moncada-Galindo (Usquil, La Libertad, 25 de agosto de 1795-Trujillo, 5 de febrero de 1847) fue un hacendado, noble, militar y político peruano. Presidente provisorio elegido por la Convención Nacional (1833-1835), desarrolló su carrera política durante una etapa de profunda división social y una continua guerra civil. Por todo ello, en varios momentos su gobierno coexistió con los de los militares golpistas Pedro Bermúdez y Felipe Salaverry. Bajo la Confederación Perú-Boliviana fue presidente del Estado Nor-Peruano (1837-1838).
De una importante y rica familia noble criolla era hijo del doctor Justo Pastor de Orbegoso y de doña Francisca de Moncada-Galindo, IV condesa de Olmos. Nació en la hacienda Chuquisongo, en la intendencia de Trujillo, hoy departamento de La Libertad. Heredó las vastas propiedades de su familia y se dedicó a la agricultura. Militó al principio como oficial de las milicias coloniales, para luego enrolarse en el Ejército Libertador de José de San Martín. Colaboró con la independencia de su país no solo como militar, sino ofreciendo su enorme fortuna personal -fue uno de los hombres más ricos del norte del Perú, al igual que muchos otros patriotas criollos. Durante la dictadura de Simón Bolívar fue nombrado prefecto de La Libertad. Durante el gobierno de José de La Mar participó en la guerra contra la Gran Colombia como comandante de caballería. Tras el derrocamiento del presidente La Mar se retiró a su hacienda (1829). Pero retornó a la vida pública como diputado por Huamachuco, en la Convención Nacional convocada en 1833.
Al concluir el primer gobierno de Agustín Gamarra, la Convención Nacional lo eligió presidente provisorio de la República, ganándole a Pedro Bermúdez, el candidato preferido de Gamarra (1833). Bajo su gobierno se promulgó la Constitución liberal de 1834 y se creó la Sociedad de Beneficencia Pública de Lima. Su mandato se vio turbado por su enemistad con los gamarristas. Estos, encabezados por Pedro Bermúdez y Francisca Zubiaga (esposa de Gamarra) dieron un golpe de Estado a principios de 1834, que desencadenó una guerra civil. Orbegoso logró someter a los rebeldes, quienes depusieron las armas en el llamado Abrazo de Maquinhuayo. Luego tuvo que enfrentar al joven general Felipe Salaverry, quien se proclamó Jefe Supremo de la República en el Callao, para después tomar el control de Lima y de gran parte del país (1835). Orbegoso, que se hallaba en Arequipa, al verse atosigado por tantas sublevaciones, se alió con el presidente de Bolivia, Andrés de Santa Cruz, promoviendo la invasión boliviana al Perú. Consumada la victoria boliviana, regresó a Lima y recuperó el poder, aunque solo nominalmente, pues apoyó el establecimiento de la Confederación Perú-Boliviana (1836). Santa Cruz asumió como Supremo Protector de dicha entidad política y Orbegoso mantuvo únicamente la presidencia del Estado Nor Peruano como estado confederado, cargo que ejerció de 1837 a 1838.
Al producirse la invasión de la Expedición Restauradora peruano-chilena, Orbegoso quiso encabezar el sentimiento peruanista puro y expulsar tanto a bolivianos como a chilenos. Sin embargo, fue derrotado por los restauradores en el combate de Portada de Guías (1838). Luego de un fallido intento de entendimiento con Santa Cruz, este lo conminó a abandonar el país, por lo que debió marchar al destierro rumbo a Ecuador. Ello marcó el fin de su carrera política. Años después regresó al Perú, aunque optó por mantenerse alejado de la política. Murió en Trujillo en 1847.

## Biografía

### Primeros años
Luis José de Orbegoso pertenecía a una antigua familia noble criolla. Su padre fue el doctor Justo Pastor de Orbegoso Isasi y Burutarán Gamarra y Cortés (nacido en Lima y bautizado en 1742), que fue oidor de la Real Audiencia de Quito y alcalde ordinario de Trujillo de Indias. Su madre fue Francisca Josefa Moncada-Galindo y Morales (nacida en Trujillo, Perú, en 1755), IV condesa de Olmos (título que su bisabuelo obtuvo del rey Carlos II en el siglo XVII), y VIII poseedora del Mayorazgo de Moncada-Galindo.
Sus padres residían en Trujillo, en la casona que hoy todavía se levanta en la calle Orbegoso N.º 553, pero antes de su nacimiento se retiraron a una de sus propiedades de la sierra: la hacienda de Chuquizongo, en el partido de Huamachuco, hoy en el distrito de Usquil de la provincia de Otuzco del departamento de La Libertad. Allí nació Luis José, el 25 de agosto de 1795. Después de aprender las primeras letras, regresó con su familia a Trujillo, donde estudió latinidad en el Seminario de San Carlos y San Marcelo. Con el fin de que pudiera adquirir algunas capellanías, recibió la primera tonsura en 1806. Al año siguiente su padre lo trasladó a Lima para que cursara estudios de lógica, filosofía, matemáticas y física en el Real Convictorio de San Carlos.
En 1812, concluido su bachillerato en Artes, tuvo que retornar a su ciudad natal por una grave enfermedad de su padre, ya anciano. Como no sentía inclinación por la carrera eclesiástica, ni por las letras, optó por seguir la actividad agropecuaria de sus progenitores. Al fallecer su padre en 1814, se hizo cargo de la administración del patrimonio familiar, cuando apenas tenía 18 años de edad.
En 1815 se incorporó como cadete al regimiento de milicias disciplinadas de caballería de Trujillo, con el cargo de portaestandarte del primer escuadrón. Sucesivamente ascendió a alférez de la compañía de carabineros (1815), teniente de la sétima compañía del regimiento de milicias provinciales disciplinadas de caballería de Trujillo (1817) y, luego, en el mismo regimiento, ayudante mayor (1819) y capitán (1820).
En 1816 contrajo matrimonio con María Josefa Martínez de Pinillos Cacho, su sobrina en quinto grado e hija del noble español don Juan José Martínez de Pinillos y Larios -alférez real de Trujillo, señor de Tejada y Las Calderas de Pinillos, y de Josefa de Cacho y Lavalle, sobrina del primer conde de Premio Real, parientes ambos del conquistador del Imperio Azteca, Hernán Cortés. Cuatro meses después, los esposos se trasladaron a su hacienda Chuquizongo en donde nació su primogénito, regresando a Trujillo dos años más tarde. De la unión nacerían en total catorce hijos, 12.
Por sus convicciones independentistas y participación activa en el proceso emancipador, el gran mariscal De Orbegoso nunca utilizó su título nobiliario, V Conde de Olmos.

### En el bando patriota

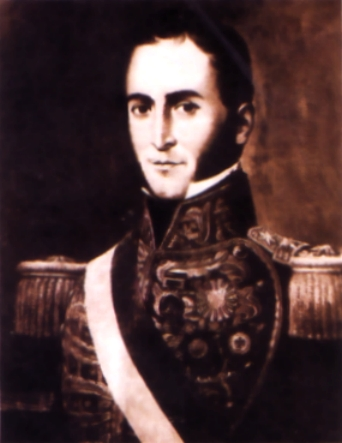
Retrato de Luis José de Orbegoso.

Respaldó la proclamación de la independencia de Trujillo realizada por el marqués de Torre Tagle el 29 de diciembre de 1820. Fue ascendido sucesivamente a sargento mayor (1821) y teniente coronel (1822).
Se le encargó la conformación de un escuadrón, al que dotó de armas y vituallas costeadas con su fortuna personal. Respaldó al presidente José de la Riva Agüero, cuando este se refugió en Trujillo tras ser destituido por el Congreso, en vísperas del arribo del Libertador Simón Bolívar.  Ya con el grado de coronel, fue enviado a Arica con el propósito de asegurar el apoyo a Riva Agüero del ejército y la escuadra peruana que por entonces hacía la Segunda Campaña de Intermedios contra los españoles que todavía se mantenían fuertes en el sur. Pero encontró dicho ejército ya derrotado y disperso.
De regreso a Trujillo, le sorprendió la nueva de que Riva Agüero había sido apresado por sus propios subordinados, a fin de centralizar el mando del país en manos de Bolívar. Descontento por este hecho, solicitó su retiro de la milicia, pero solo le concedieron un año de licencia. Se entrevistó con Bolívar de manera privada, a solicitud del mismo Libertador, y lo frecuentó durante todo el tiempo que estuvo en Trujillo. Durante una junta de las autoridades de Trujillo, ofreció sus haciendas (ricas sobre todo en ganado) y su fortuna para atender a las necesidades del ejército patriota, y sólo pidió que al terminar la guerra se le devolviese lo que de ellas quedase, a fin de intentar su rehabilitación. Y a solicitud del general José de La Mar, jefe del ejército peruano, regresó a la milicia.
La gran contribución económica de Orbegoso, al igual que la de otros hacendados y propietarios del norte del Perú, fue fundamental para el triunfo de la causa patriota, pero suele ser invisibilizada por la historiografía clásica, que hace más énfasis en el aspecto militar de la lucha.

### Prefecto de La Libertad. Congresista Constituyente
Bolívar lo nombró subprefecto de Lambayeque y luego prefecto del departamento de La Libertad (2 de septiembre de 1824). En tal función se encargó de acopiar recursos que contribuyeron al triunfo de la campaña libertadora. Ello lo hizo merecedor de la medalla cívica con el busto de Bolívar, otorgada por el Congreso Constituyente el 12 de febrero de 1825, como agradecimiento a quienes habían colaborado en la lucha por la independencia. Ese mismo año hizo un recorrido por el territorio de La Libertad, que por entonces abarcaba hasta Cajamarca, Chachapoyas y Mainas, pues le interesaba conocer personalmente la realidad de toda la región.
Fue elegido diputado por Trujillo ante el frustrado Congreso de 1826. En tal calidad, presidió la comisión enviada a Bolívar para solicitarle que se quedara en el país. Y fue uno de los diputados que firmaron la suspensión del Congreso hasta el año siguiente.
El 28 de abril de 1826 fue ascendido a general de brigada y regresó a Trujillo para reasumir el cargo de prefecto. En septiembre de dicho año, Bolívar regresó a su patria y en enero del año siguiente se produjo la reacción nacionalista que puso fin a la influencia bolivariana en el Perú.
Fue elegido diputado por Huamachuco al Congreso Constituyente de 1827. Junto con su colega Antonio Arteaga viajó a Guayaquil para comunicar al mariscal José de la Mar su elección como presidente de la República.

### En la guerra contra la Gran Colombia
Al estallar la guerra contra la Gran Colombia en 1828, logró su readmisión en el ejército y fue nombrado segundo jefe de la división de caballería, bajo las órdenes inmediatas del general Mariano Necochea. Luchó en la batalla del Portete de Tarqui, librada el 27 de febrero de 1829, donde sus cargas de caballería evitaron que el revés peruano fuera más acentuado. Luego fue uno de los representante peruanos en las negociaciones del Convenio de Girón que acordaron la suspensión de las hostilidades. Por su actuación en Tarqui, el Congreso lo ascendió a general de división en 1832.
Cuando en 1829 fue depuesto el presidente La Mar por el general Agustín Gamarra, Orbegoso se mostró disconforme ante tal atentado y se retiró a su hacienda de Chuquizongo. Influyó también en esta decisión su mal estado de salud. Sin embargo, no tardó en retornar a la vida pública.

### Elección como Presidente provisorio (1833)
Elegido diputado por Huamachuco, se incorporó a la Convención Nacional instalada en Lima el 12 de septiembre de 1833. La misión de dicha Asamblea era reformar la Constitución de 1828, tal como lo estipulaba esta misma. Simultáneamente se convocaron a los Colegios Electorales para las elecciones del Congreso y del presidente sucesor de Gamarra. Dichos Colegios se reunieron solo parcialmente, por lo que las elecciones se frustraron. Como ya finalizaba el período de Gamarra, la Convención Nacional se arrogó la potestad de elegir a un presidente provisorio, que ejercería el mando hasta que se eligiera al titular de acuerdo a la norma constitucional. Los conservadores o gobiernistas apoyaron la candidatura del general Pedro Bermúdez y los liberales la de Orbegoso, quien era apreciado por su ánimo caballeroso, pero cuyo débil carácter lo hacía susceptible a las influencias de los políticos más experimentados. El ganador fue Orbegoso, con 47 votos, sobrepasando así a los 37 votos que obtuvo Bermúdez (20 de diciembre de 1833).
Al día siguiente, Orbegoso concurrió ante la Convención Nacional, prestó el juramento prescrito por la ley y asumió el mando. Pero se sintió prisionero en el Palacio de Gobierno, porque era notoria la influencia personal que Gamarra ejercía sobre las fuerzas armadas en su calidad de general en jefe del ejército.

### Guerra civil de 1834
Hostilizado por los partidarios de Gamarra y temiendo un golpe de Estado, Orbegoso decidió refugiarse en la Fortaleza del Real Felipe, en el Callao, el 3 de enero de 1834. Allí instaló la sede de su gobierno y comenzó a relevar a los gamarristas de los altos mandos del ejército.
En respuesta a esta acción, la guarnición de Lima se sublevó al día siguiente y proclamó Jefe Supremo al general Pedro Bermúdez. Las tropas bermudistas sitiaron la fortaleza del Callao. Se alegó que la presidencia de Orbegoso era ilegal pues no le correspondía a la Convención Nacional elegir al Presidente. A nivel nacional la autoridad de Bermúdez fue acatada por algunas guarniciones. Pero en Lima la civilidad se mostró contraria al golpe y se alzó en armas; los bandos se enfrentaron en las calles de la ciudad, siendo la primera vez en la historia peruana que el pueblo de Lima se enfrentaba con éxito al ejército (28 de enero). Ante tal situación Bermúdez y sus partidarios tuvieron que retirarse a la sierra.

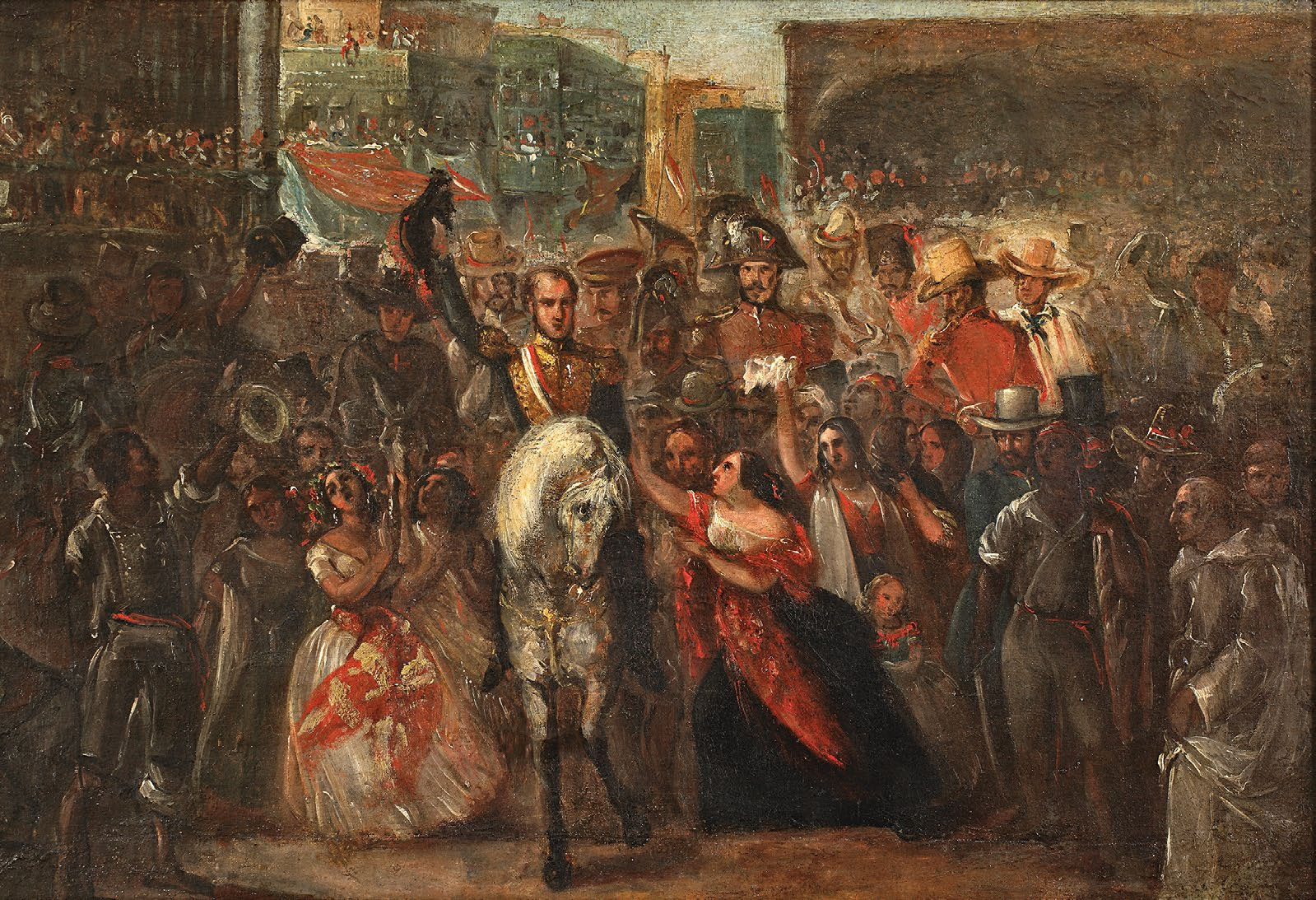
El ingreso del presidente Luis José de Orbegoso a Lima. Óleo de Ignacio Merino.

En la mañana de 29 de enero ingresó Orbegoso triunfalmente en Lima, siendo ovacionado por la multitud. Las mujeres del pueblo le detenían en las calles para abrazarlo y se impuso la moda femenina de la «saya orbegosina». La Convención Nacional reanudó sus labores y aprobó una ley que autorizaba al gobierno a pedir la cooperación del gobierno de Bolivia «con el único y exclusivo objeto de terminar la guerra civil» (18 de abril). Dicha cooperación no llegaría a ser solicitada pues la guerra terminaría en poco tiempo, pero la ley sería invocada años después en otro contexto de guerra civil, como veremos más adelante.
La guerra se libró en tres frentes: norte, centro y sur. El más importante y decisivo fue el frente central, del que se encargó el mismo Orbegoso, que subió a la sierra al frente de sus tropas, en busca de Bermúdez y sus seguidores. Dejó en Lima como encargado del mando al Supremo Delegado Manuel Salazar y Baquíjano (20 de marzo). Si bien tenía bajo su mando a oficiales competentes como Riva Agüero, Necochea, Miller, La Fuente, Cerdeña, Otero y Salaverry, sus fuerzas colecticias eran muy débiles y heterogéneas. Ello motivó que fuera derrotado en la batalla de Huaylacucho, cerca de Huancavelica (17 de abril).
Se iba a producir el encuentro definitivo cerca de Jauja, pero felizmente la guerra finalizó cuando ambos bandos se amistaron en el llamado Abrazo de Maquinhuayo (24 de abril). Los bermudistas o gamarristas terminaron pues, por reconocer la autoridad de Orbegoso, aunque sus caudillos, Gamarra y su esposa, huyeron del país.
Orbegoso regresó a Lima, el 3 de mayo de ese mismo año de 1834, y los limeños lo recibieron por segunda vez de manera triunfal. Artesanos y jornaleros le sacaron del coche y lo llevaron en brazos al interior del Palacio de Gobierno.
Triunfante en la guerra civil, Orbegoso renunció a la presidencia provisoria, aduciendo la crisis política, así como por razones de salud, con fecha 7 de mayo de 1834. Pero ese mismo día, la Convención Nacional no aceptó su renuncia y más bien le otorgó facultades extraordinarias para combatir la insurgencia. Poco después fue desterrado el general Antonio Gutiérrez de la Fuente, acusado de estar relacionado con los gamarristas.
Se inició así en el Perú un período de gobierno liberal con Orbegoso a la cabeza y con una Convención Nacional como poder legislativo donde dominaban Francisco Xavier de Luna Pizarro y Francisco de Paula González Vigil, sacerdotes de la misma tendencia. Pero la aparente calma solo duró unos meses.

### Obras y hechos diversos de su gobierno

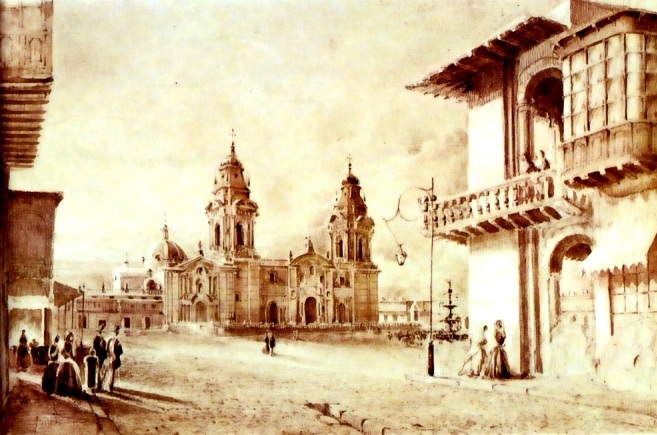
Vista de la catedral y la plaza principal de Lima. Acuarela de J. Prendergas. Mediados del.

- El 7 de enero de 1834 decretó que se concentraran los despachos de los tres ministerios en una secretaría general a cargo de José Villa, ministro de Hacienda. Consideraba necesario simplificar los negocios y «darles mayor rapidez y unidad».[46]
- Por decreto del 13 de julio de 1834 demarcó el territorio de la República en distritos judiciales.[47]
- La Convención Nacional dio, con fecha del 10 de junio de 1834, una nueva Constitución, la cuarta que se redactaba en el Perú en once años y la tercera de tipo liberal. Suprimió las juntas departamentales, aumentó el número de representantes al Congreso, eliminó la figura del vicepresidente de la República, estableció el habeas corpus, permitió que cualquier ciudadano pudiese denunciar una infracción constitucional y proclamó la independencia del Estado peruano, pero sin prohibirle que se uniera a otro u otros estados. Esta Constitución fue así una fórmula de transición para la esperada federación con Bolivia y un intento de poner barreras al autoritarismo, aunque fuera sólo en el papel.[48][49][50]
- Orbegoso se encontró con serias dificultades económicas, que se agravaron con la guerra civil. Las arcas fiscales se hallaban vacías, los sueldos del sector público impagos y las rentas de la aduana empeñadas con anticipación.[47] Entre otras, dio las siguientes medidas para paliar la situación:
  - Apeló a recargar el comercio internacional con un porcentaje sobre el valor de las mercancías.
  - En marzo de 1834 derogó la ley de las prohibiciones, que databa de 1828 y que prohibía la importación de algunos artículos similares a los nacionales, como el tocuyo y las telas de lana, con la idea de favorecer a la producción nacional. El gobierno de Orbegoso debería por ello ser considerado como el primer gobierno librecambista del Perú.[51] Con esa medida buscaba evitar el contrabando y beneficiar al tesoro con la recaudación de los correspondientes derechos aduaneros.
  - Para dar alicientes a la industria minera favoreció la exportación de oro y plata con una franquicia temporal.
- Por decreto del 12 de junio de 1834 se instituyó la Sociedad de Beneficencia Pública de Lima, compuesta por 40 vecinos prestigiosos, institución que continuó la tradición colonial de caridad hacia los enfermos y desvalidos. Los hospitales que se le entregaron fueron los de Santa Ana, San Andrés, La Caridad, San Bartolomé, Incurables, Amparadas y Hospicio de Huérfanos.[52][53]
- Otras medidas de carácter social fueron la preferencia a los pensionistas del Estado para ocupar las vacantes; y el otorgamiento de pensiones a los empleados que se incapacitasen en el servicio.
- El 13 de agosto de 1834 promulgó la Ley Orgánica de Municipalidades.[47]
- Dio orden para que los juzgados de aguas distribuyesen, equitativamente, este elemento e inspeccionase las tomas y dirimiesen las diferencias que pudieran surgir.
- Hizo que fuesen devueltos a sus dueños los esclavos a quienes se había enrolado en el ejército.
- Revocó un decreto dado por Bolívar, quien había ordenado la expulsión de los frailes del Convento de Santa Rosa de Ocopa. De acuerdo con el arzobispo Jorge de Benavente, trató de que volvieran a hacerse cargo del mismo los misioneros de la selva, para que prosiguieran la labor evangelizadora y civilizadora.[54]
- Por decreto del 6 de mayo de 1835, se aprobó la fundación de la Universidad del Gran Padre San Agustín de Arequipa (que ya había sido inaugurada en 1828), con los mismos privilegios de la Universidad de San Marcos.[55]
- Un hecho sobresaliente de su gobierno fue su viaje a las provincias del sur, que realizó a fin de promover su elección para un período constitucional, así como para contener las actividades que los partidarios de Gamarra desplegaban en esa zona.[44] Conocemos con detalles este viaje pues su capellán, el cura José María Blanco, lo plasmó en un magnífico Diario. Por ese documento se pueden conocer las costumbres de los pueblos, la algarabía pueblerina por el paso del mandatario, la voluntad de estabilidad, ilustración y progreso que animaba a todos, y la bonhomía del personaje, su afabilidad y adaptación a costumbres y tendencias muy diferentes a los del resto del país.[56]

### La sublevación de Salaverry

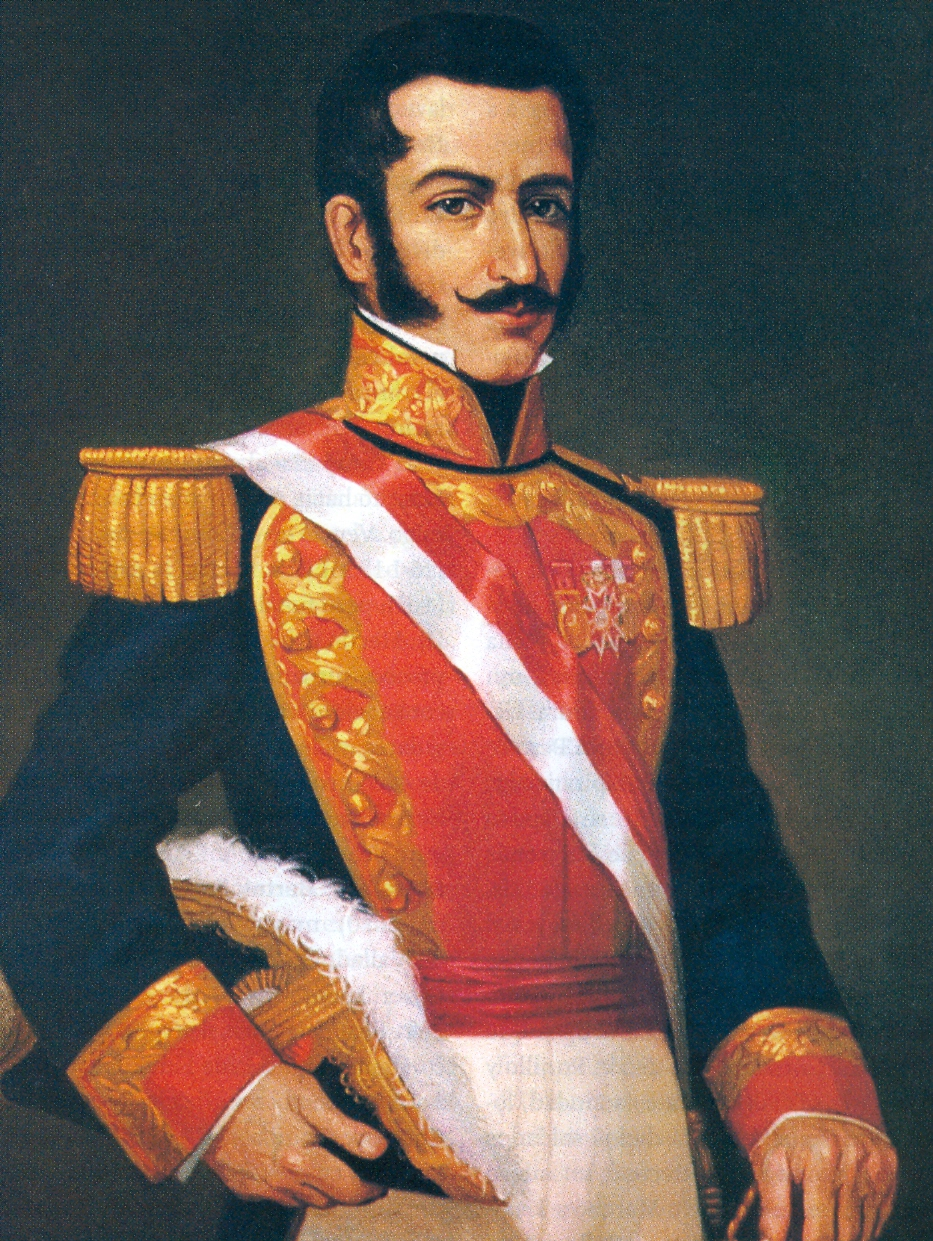
General Felipe Santiago Salaverry.

Orbegoso cometió el error de encumbrar a Felipe Salaverry, joven militar, impulsivo y ambicioso, a quien ascendió a coronel y luego a general de brigada. Cuando otros oficiales le advirtieron que Salaverry conspiraba en su contra, Orbegoso se limitó a preguntar al aludido si era cierto lo que decían. Salaverry lo negó con mucha sorna, diciendo: «Si así fuese, señor general presidente, principiaría fusilando primero a V.E.».
Al emprender la gira por los departamentos del sur, Orbegoso dejó en Lima como encargado del mando al presidente del Consejo de Estado Manuel Salazar y Baquíjano (7 de noviembre de 1834). Dejó también en la capital a Salaverry con el importante cargo de inspector general de las milicias de la República, pese al peligro que eso implicaba.
Salaverry aprovechó entonces la ocasión. Tras debelar un motín en la fortaleza del Callao, se proclamó Jefe Supremo de la República, el 22 de febrero de 1835, bajo el pretexto de que el país se hallaba acéfalo, es decir, sin cabeza de mando.
El norte y sur del país apoyaron a Salaverry, mas no el centro, donde se hallaba Orbegoso, instalado en Arequipa. Desde allí Orbegoso envió una división al mando del general Francisco Valle Riestra para que sofocara la insurrección. Valle Riestra desembarcó en Pisco, pero no pudo continuar pues sus propios hombres lo apresaron y lo entregaron a Salaverry, quien ordenó su fusilamiento. Otra expedición organizada en el norte por el general Domingo Nieto en apoyo de Orbegoso también fue derrotada. Salaverry unificó en sus manos el mando del país; solo Arequipa acataba la autoridad de Orbegoso.

### La invasión boliviana

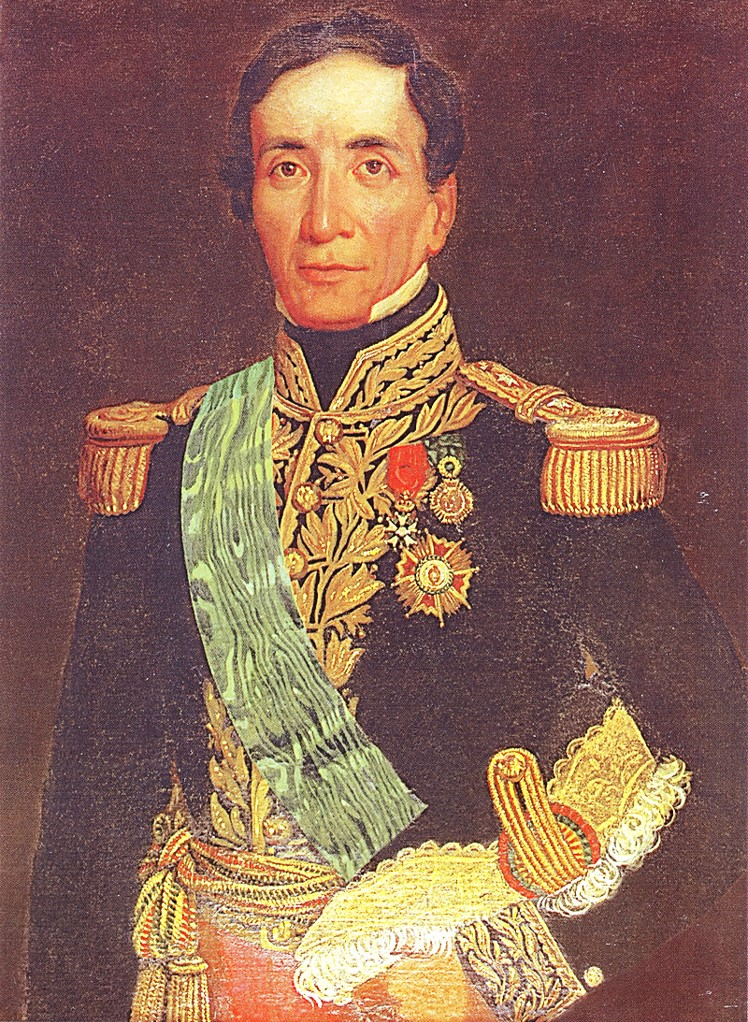
Mariscal y presidente de Bolivia Andrés de Santa Cruz.

Mientras dichos sucesos ocurrían en Perú, en Bolivia el presidente Andrés de Santa Cruz y el general Agustín Gamarra bosquejaban planes para reunir ambos países en una sola República Federal, que debía estar conformada por tres estados: Norte, Centro y Sur (este último se constituiría uniendo el sur peruano con Bolivia). Gamarra se comprometió a avanzar hasta el Cuzco, donde contaba con numerosos partidarios, mientras que Santa Cruz se comprometió a ganarse el apoyo de Arequipa y a eliminar a Orbegoso. Faltaba formalizar el pacto, pero Gamarra, tal vez desconfiando de Santa Cruz, se apresuró en realizar el plan: cruzó la frontera del Desaguadero e ingresó al Perú, ocupando las ciudades de Puno y Cuzco. Ante ello, Santa Cruz negó públicamente tener algo que ver con las acciones de Gamarra.
Orbegoso, que estaba en Arequipa sin mayores tropas, ante el peligro que significaba la presencia de Gamarra, hizo uso de una anterior atribución del Congreso que le permitía solicitar el auxilio de fuerzas bolivianas. Debemos resaltar que Orbegoso no estaba enterado de los conciertos entre Gamarra y Santa Cruz. El convenio con Bolivia se firmó el 15 de junio de 1835, y por él se acordó que Santa Cruz pasaría al Perú con sus fuerzas, como acto preparatorio para el establecimiento de la Confederación Perú-Boliviana. Ese mismo día, sin esperar la ratificación del tratado, 5000 soldados bolivianos invadieron suelo peruano.
Mediante carta remitida desde Vilque, fechada el 8 de julio de 1835, Orbegoso entregó el poder a Santa Cruz, traspasándole las facultades extraordinarias de que estaba investido, facultades que se le habían otorgado a raíz de la rebelión de Salaverry en el Callao. En la práctica, Orbegoso carecía de poder real y solo hizo ese traspaso para cumplir las formalidades del caso.

### Guerra por el establecimiento de la Confederación

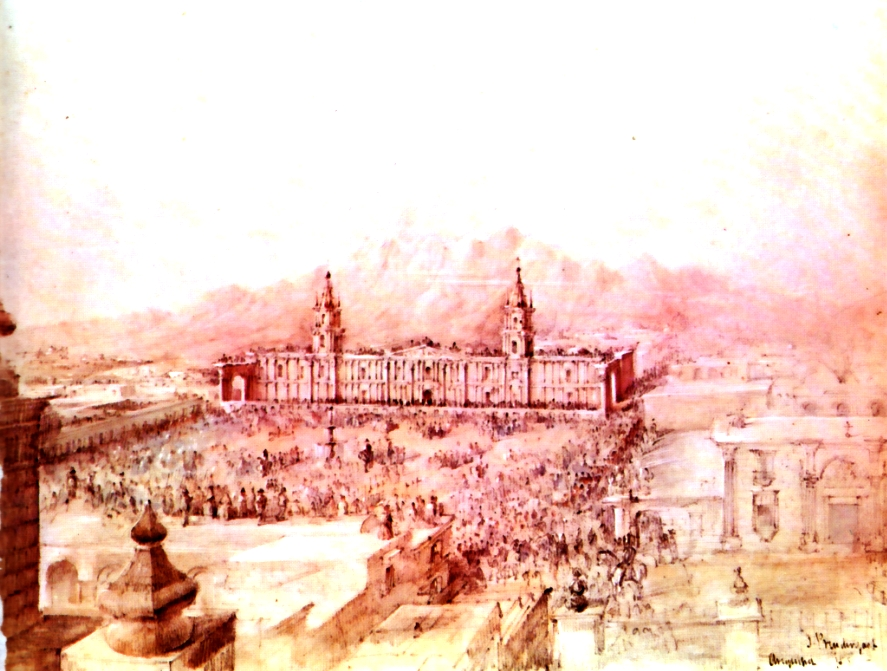
Plaza de Armas y catedral de Arequipa en un día festivo. Mediados del. Acuarela de J. Prendergast.

Gamarra se enfureció ante la repentina decisión de Santa Cruz de aliarse con Orbegoso. Aunque había tenido recelos del caudillo boliviano, le sorprendió que incumpliera de manera tan radical los compromisos que había asumido con él. Decidió entonces aliarse con Salaverry para hacer frente a la invasión boliviana y fue el primero en salir en campaña. Pero Santa Cruz lo derrotó en la batalla de Yanacocha (13 de agosto de 1835). Gamarra fue tomado prisionero y deportado. Quedaron entonces frente a frente Santa Cruz y Salaverry.
Santa Cruz y Orbegoso se pusieron de acuerdo sobre la estrategia a seguir: el primero, al mando del ejército boliviano, marcharía contra Salaverry, quien avanzaba hacia Arequipa; y el segundo marcharía a Lima con las grandes fuerzas peruanas, precedida por las avanzadas del ejército santacrucista.
En Lima, los bandoleros, aprovechando la situación, se dedicaban al saqueo y al asesinato; el general Francisco de Vidal, al mando de la Guardia Nacional ocupó Lima y fusiló al bandolero León Escobar (30 de diciembre de 1835); luego devolvió el poder a Orbegoso, quien ingresó triunfalmente en Lima, por tercera vez y sin haber combatido (8 de enero de 1836).
A pesar de que el mandato de dos años que el Congreso le había conferido en 1833 ya había vencido, Orbegoso volvió a ejercer el poder por algún tiempo más. En ese lapso emprendió campañas de pacificación en el norte y centro del país, relativamente fáciles.
Mientras tanto, en el sur, Santa Cruz derrotaba a Salaverry en la sangrienta batalla de Socabaya (7 de febrero de 1836). Salaverry fue apresado y fusilado en Arequipa, y Santa Cruz pudo al fin edificar la Confederación Perú-Boliviana, erigiéndose él como su cabeza indiscutible.

### Presidente del Estado Nor Peruano
Orbegoso ejerció todavía el mando como presidente provisorio hasta la reunión de la Asamblea de Huaura (3 a 24 de agosto de 1836). En ella se acordó la creación del Estado Nor-Peruano, que debía integrar (junto con el ya creado Estado Sud Peruano y Bolivia) la Confederación, bajo el mando de Santa Cruz como Supremo Protector (11 de agosto).
Orbegoso fue ascendido a Gran Mariscal. Se le dieron las gracias por sus servicios y se le condecoró con un sol de brillantes que en el anverso llevaba esta inscripción: «El Estado Nor-Peruano al general D. Luis José Orbegoso»; y en el reverso: «Sirvió a la patria con lealtad». Por añadidura se le premió con 100 000 pesos y se ordenó que fuera fijada en su casa de Lima un escudo con las armas del Estado y su inscripción: «La patria agradecida». Y se acordó darle a su esposa un considerable donativo, que ella rechazó.
La Asamblea de Huaura designó también a Orbegoso como presidente provisorio del Estado Nor Peruano (22 de agosto de 1837). Dicho estado abarcaba los departamentos de Lima, Huaylas, Junín, Amazonas y La Libertad.

### Invasión del ejército peruano-chileno
Al desatarse la Guerra contra la Confederación Perú-Boliviana y al ser inminente la llegada al Perú del segundo Ejército Unido Restaurador (conformado por tropas peruanas y chilenas), empezaron las deserciones en el seno Estado Nor-Peruano en desmedro de la Confederación. El descontento contra Santa Cruz se hizo general y uno de sus adalides era el prefecto de Trujillo, el general Domingo Nieto. Orbegoso no se decidía a pronunciarse abiertamente y fueron sus generales los que lo hicieron, en Lima, el 30 de julio de 1838, declarando la separación de Estado Nor Peruano y la disolución de la Confederación. Orbegoso se resignó a los hechos consumados, asumiendo la dirección de la rebelión.
Poco después, el Ejército Restaurador desembarcaba en Ancón, bajo el mando del general chileno Manuel Bulnes. Este entró en tratos con Orbegoso para lograr su adhesión, pero no se llegó a ningún acuerdo. Orbegoso cuenta en sus memorias que, pese a que Bulnes le ofreció reconocerle como presidente y otorgarle el mando de la flota y el ejército restaurador, las rechazó, pues las condiciones eran muy onerosas para el país, entre ellas el pago de todos los gastos de la expedición restauradora. Tras denunciar el vandalismo que los chilenos habían cometido en su avance en territorio peruano, declaró rotas las negociaciones y, aunque sus fuerzas eran inferiores a la de los restauradores, decidió defender Lima, contando con el apoyo de los generales Domingo Nieto y Francisco Vidal.

### Combate de Portada de Guías

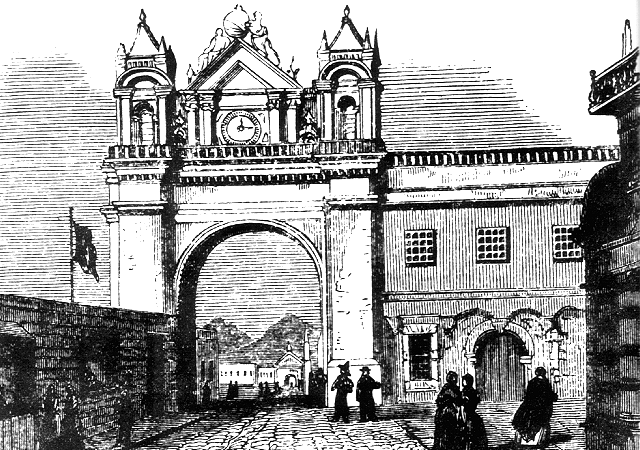
Antigua Portada de Lima, dibujo de mediados del. Hasta los años 1870, Lima estuvo cercada por la antigua muralla colonial.

Las fuerzas restauradoras continuaron su avance hacia Lima y se encontraron con las fuerzas peruanas comandadas por Orbegoso, Nieto y Vidal en las afueras de Lima. La diferencia numérica era abrumadora: unos 4800 “restauradores” frente a unos 1300 peruanos “orbegosistas”. Pese a ello se produjo el encuentro, llamado Combate de Portada de Guías (llamado así por haberse realizado frente a una portada de la ciudad, situada en el actual cruce de las avenidas Túpac Amaru y Caquetá), en el cual los restauradores resultaron victoriosos (21 de agosto de 1838). Estos ultimaron a los heridos e incluso victimaron a mujeres y niños; luego ocuparon Lima, donde se dedicaron al pillaje y al saqueo.
Orbegoso permaneció oculto en Lima durante unos días, hasta que, burlando la vigilancia de los chilenos, se dirigió disfrazado al Callao. En Maranga se subió a un bote, con la intención de llegar a la fortaleza del Real Felipe. Pero como no se había anunciado su llegada, fue recibido a balazos y tuvo que retroceder. Una ola envolvió su embarcación y estuvo a punto de morir ahogado, hasta que al día siguiente, empapado y friolento, fue recogido y llevado a la fortaleza.

### Nuevo entendimiento con Santa Cruz
Asilado en el Real Felipe, Orbegoso calificó al ejército chileno como invasor y declaró que se proponía hacerle la guerra con el mismo empeño que al ejército de Santa Cruz y que sólo deseaba favorecer la reunión de un congreso que decidiese libremente la suerte del país. No obstante, se negó a tratar con Gamarra, cuando este le ofreció formalizar un compromiso para batir juntos a Santa Cruz.
Santa Cruz, haciendo gala de su conocida habilidad para la intriga, convenció a Orbegoso para que lo apoyara, bajo la promesa de que reuniría el Congreso no bien arrojara a los invasores chilenos. Orbegoso le creyó y anunció el 20 de octubre de 1838 su nuevo entendimiento con Santa Cruz.

### Destierro

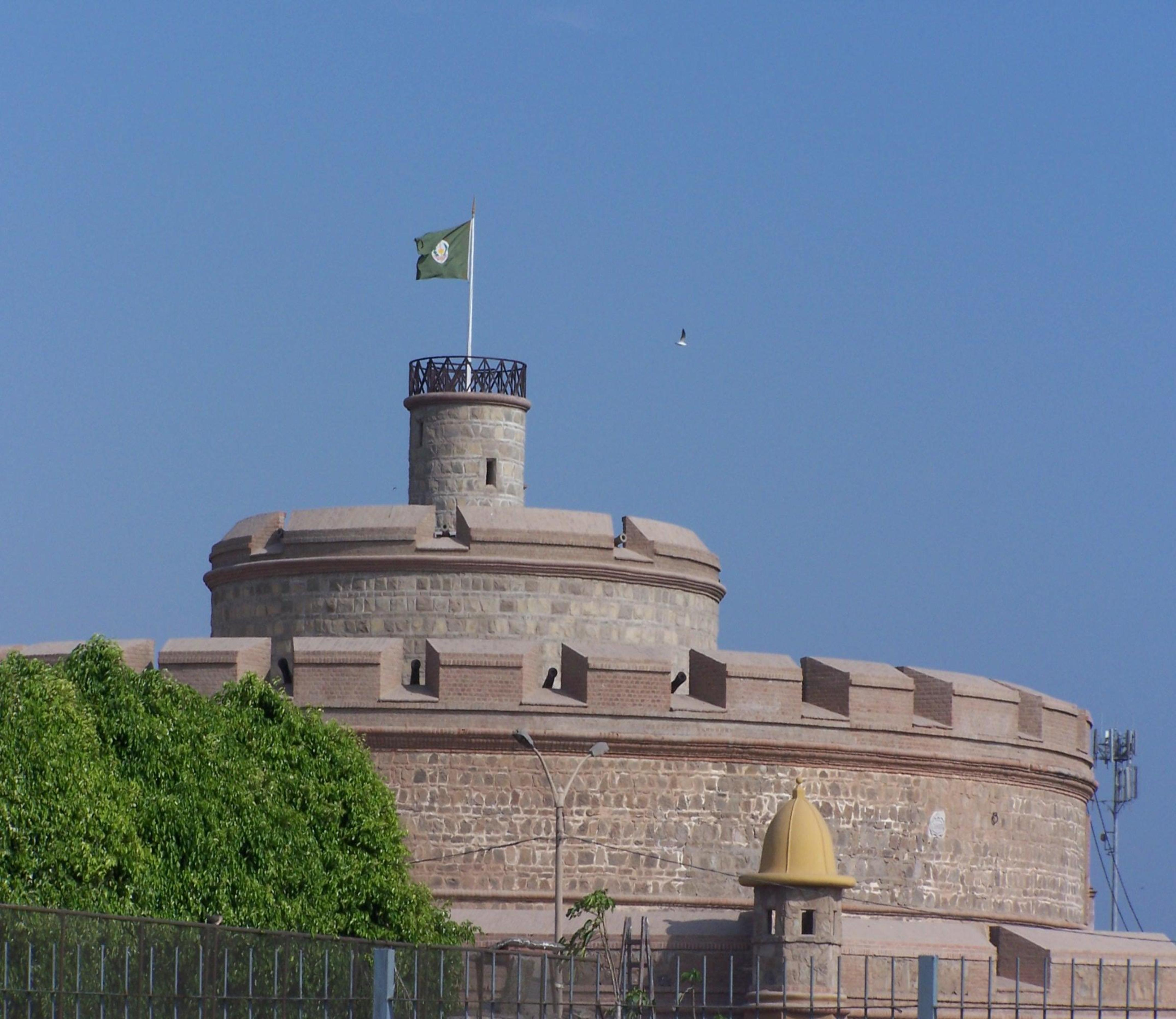
Uno de los torreones de la Fortaleza del Real Felipe.

Los restauradores declararon la guerra a Orbegoso y sitiaron la fortaleza del Real Felipe. Orbegoso seguía confiando en Santa Cruz, y atendiendo su pedido, le envió piezas de artillería y tropas al mando del coronel Guarda. Pero Santa Cruz ya había decidido sacarlo de la escena política y envió al coronel Guarda de vuelta a la fortaleza del Callao en calidad de gobernador. Orbegoso recibió la notificación de que estaba en libertad para permanecer en el país o dirigirse al extranjero. En este último caso se le proporcionaría un buque y se le pagaría su sueldo.
Indignado, Orbegoso se refugió en la fragata francesa Andromède y desde allí amenazó con publicar documentos comprometedores de Santa Cruz. Ambos caudillos se entrevistaron durante cuatro horas en la nave, pero sin ningún resultado. Orbegoso se embarcó en una goleta mercante, rumbo a Guayaquil, donde contaba con la amistad de Vicente Rocafuerte (4 de diciembre de 1838). Poco después, Santa Cruz fue derrotado por los restauradores en la batalla de Yungay, finalizando así la guerra, sellada con la disolución de la Confederación. 
El Congreso de Huancayo declaró a Orbegoso «traidor a la patria» y le privó de sus derechos políticos, así como de sus honores y empleos. También fue puesto fuera de la ley y se ofreció premiar con la categoría de «benemérito a la patria» a quien lo entregara.

### Retorno y fallecimiento
Orbegoso permaneció en Guayaquil hasta 1844, cuando el gobierno de Manuel Ignacio de Vivanco le permitió retornar al Perú. Fue rehabilitado y se le devolvieron sus grados militares. Volvió a su solariega casa de Trujillo, donde pasó sus últimos años retirado de toda actividad pública. Murió el 5 de febrero de 1847. Sus restos mortales fueron conducidos a la iglesia del convento de La Merced y de allí al Cementerio General de Miraflores (Trujillo). Dejó una cuantiosa fortuna.
Al conmemorarse los 150 años de su muerte, sus restos fueron trasladados, en solemne ceremonia, a uno de los ambientes de su casa trujillana, en donde actualmente permanecen.

## Figura controvertida
Personalidad controvertida como todas las de los inicios de la República del Perú, sus enemigos le reprochaban una supuesta falta de carácter e incapacidad para resolver atinadamente los grandes retos que tenía al frente. Suponían que se dejaba manipular por los liberales acaudillados por Luna Pizarro y le achacaban haber propiciado el ingreso al Perú de Santa Cruz. Otros autores en cambio resaltan la fortaleza con que enfrentó el golpe de Estado de Salaverry, sus virtudes como oficial del ejército y que, dentro de su personalidad, destacaban su bondad y honradez; en esa línea, el historiador Rubén Vargas Ugarte dice textualmente:

… “Era Orbegoso fino, alto, de nobles facciones, ingenuo y bondadoso, con esa bondad propia de los que tienen conciencia de su superioridad. Carecía de preparación administrativa para el puesto que iba a desempeñar y solo traía al gobierno su honradez y su sana intención. No tenía la energía de Nieto, que había sido su émulo; este defecto le hizo tropezar en su carrera. No tenía tampoco experiencia política, porque había vivido alejado de ella y en cuanto a dotes militares, si bien como subordinado habría hecho un buen papel, en cambio no tenía los dotes que se requieren en el que ha de manejar un ejército”.

## Descendencia
Luis José de Orbegoso y Moncada se casó con María Josefa Pinillos y Cacho, hija del noble español Juan José Martínez de Pinillos y Larios. La pareja tuvo 13 hijos:
1. Pedro José de Orbegoso y Martínez de Pinillos (Lima, 1816-1866), casado con Rosa Mercedes de Riglos y Díaz de Rábago.
2. Trinidad de Orbegoso y Martínez de Pinillos (Trujillo, 1818-), casada con el británico Henry Wyman.
3. Manuela de Orbegoso y Martínez de Pinillos (Trujillo, 1819-1858).
4. Gregoria de Orbegoso y Martínez de Pinillos (Trujillo, 1820).
5. Manuel de Orbegoso y Martínez de Pinillos (Trujillo, 1821), casado con su prima, Carlota Cabrera Ganoza.
6. José Cleto de Orbegoso y Martínez de Pinillos (Trujillo, 1823-1823).
7. Emilia de Orbegoso y Martínez de Pinillos (Trujillo, 1824-), casada con su primo Vicente González y Martínez de Pinillos, fue madre de Carlos Alfonso González de Orbegoso. Sus descendientes son los actuales Condes de Olmos.
8. Serapio de Orbegoso y Martínez de Pinillos (Trujillo, 1825-), casado con su prima Zoila Eléspuru y Martínez de Pinillos.
9. Matilde de Orbegoso y Martínez de Pinillos (nacida en Trujillo [cerca de] 1827), casada con el doctor Julián Sandoval y Bravo.
10. Nemecio Domingo de las Mercedes de Orbegoso y Martínez de Pinillos (nacido en Trujillo, en 1828), casado con María del Tránsito de la Puente y Quiñones.
11. Juan Guillermo Eloy de Orbegoso y Martínez de Pinillos (nacido en Trujillo, en 1830), casado con Rosa González y Madalengoitia.
12. Isabel de Orbegoso y Martínez de Pinillos (nacida en Trujillo, en?) y
13. Josefina de Orbegoso y Martínez de Pinillos.

Aparte de los mencionados, no debe olvidarse a 
14. Esteban de Orbegoso, hijo natural que Luis José tuvo antes de su matrimonio, pero finalmente reconocido públicamente en su testamento de fecha del 3 de febrero de 1847, que obra en poder de la ciudad de Trujillo.

## La casa Orbegoso de Trujillo
La casa que fuera del Gran Mariscal Luis José de Orbegoso y Moncada se encuentra ubicada en la ciudad de Trujillo del Perú, en la actual calle Orbegoso N.º 553, ocupando la parte posterior de uno de los solares fundacionales de la plaza mayor. Orbegoso la heredó, en 1815, tras el fallecimiento de su padre. Ostenta, sobre el pórtico, el escudo de armas de los condes de Olmos. Conserva sus pisos empedrados, un conjunto de salones dispuestos en un elevado terraplén y un museo de la etapa republicana. En 1967 fue vendido a una entidad bancaria, la cual ordenó su restauración, bajo la responsabilidad del arquitecto trujillano Manuel Ángel Ganoza Plaza.
En julio de 2021, la Comisión Bicentenario de La Libertad, anunció que la Casona será convertida en Museo de la Independencia.